# Ассошиэйтед Пресс
Ассо́шиэйтед Пресс (АП; англ. Associated Press, AP) — одно из крупнейших международных агентств информации и новостей. Началось как кооператив новостей газетных издательств. Имеет экономическую и коммерческую службу «Доу Джонс», а также фото-, теле- и радиослужбы. Штаб-квартира расположена в Нью-Йорке. Штаб-квартира европейского отделения, действующего и в России, находится в Лондоне.

## История
Агентство Ассошиэйтед Пресс было основано в мае 1846 года в Нью-Йорке как кооперативное объединение пяти нью-йоркских газетных издательств для более быстрой доставки новостей об американо-мексиканской войне, чем это делала американская почтовая служба (был создан маршрут пони-экспресс через штат Алабама); а также новостей из Европы, которые раньше доходили спустя 20 дней.
Это мероприятие было организовано вторым издателем The Sun Мозесом Йелем Бичем (1800—1868), к которому присоединились New York Herald, New York Courier and Enquirer, The Journal of Commerce и New York Evening Express. Некоторые историки считают, что Tribune присоединилась в это время; документы показывают, что он был членом Ассошиэйтед Пресс в 1849 году. The New York Times стала членом вскоре Ассошиэйтед Пресс после своего основания в сентябре 1851 года. Первоначально известная как New York Associated Press (NYAP), организация столкнулась с конкуренцией со стороны Western Associated Press, которая критиковала его монополистическую практику сбора новостей и установление цен. Расследование, завершенное в 1892 году редактором и издателем Chicago Daily News Виктором Лоусоном показало, что несколько руководителей NYAP заключили секретное соглашение с конкурирующей организацией United Press, чтобы делиться новостями NYAP и выгодой от перепродажи. Откровения привели к упадку NYAP, и в декабре 1892 года Western Associated Press была объединена в Иллинойсе как Ассошиэйтед Пресс. В 1900 году решение Верховного суда Иллинойса, согласно которому Ассошиэйтед Пресс являлось коммунальным предприятием и действовало в целях ограничения торговли, привело к перемещению информационного агентства из Чикаго в Нью-Йорк.
Когда Ассошиэйтед Пресс был основан, новости стали продаваться как товар. Изобретение ротационной печати позволило New York Tribune в 1870-х годах печатать 18 000 газет в час. Во время гражданской войны и испано-американской войны появился новый стимул печатать яркие, оперативные репортажи. Мелвилл Стоун, основавший Chicago Daily News в 1875 году, занимал пост генерального директора Ассошиэйтед Пресс с 1893 по 1921 год. Он придерживался стандартов точности, беспристрастности и честности. Агентство быстро росло под руководством Кента Купера (работал в 1925—1948 гг.), который создал штат бюро в Южной Америке, Европе и Ближнем Востоке. В 1914 году он оснастил новостные отделы «телеграфной пишущей машинкой» или телетайпом. В 1935 году Ассошиэйтед Пресс запустила сеть Wirephoto, которая позволяла передавать фотографии новостей по арендованным частным телефонным линиям в день их съемки. Это дало агентству большое преимущество перед другими СМИ. В то время как первая сеть была только между Нью-Йорком, Чикаго и Сан-Франциско, в конечном итоге Ассошиэйтед Пресс имела свои сети на всей территории Соединённых Штатов.
В 1945 году Верховный суд Соединённых Штатов постановил, что Ассошиэйтед Пресс нарушил антимонопольный закон Шермана, запретив членам газет продавать или предоставлять новости организациям, не являющимся членами, а также затруднять вступление газет, не являющихся членами, в Ассошиэйтед Пресс. Это решение способствовало росту её основного конкурента United Press International, возглавляемой Хью Бэйли с 1935 по 1955 год.
В 1941 году Ассошиэйтед Пресс начала распространять новости по радио; в 1974 году она создала собственную радиосеть.
В 1970 году в компании работало 100 тыс. сотрудников. К 1978 году вместе с Юнайтед Пресс Интернэшнл агентство стало монополистом в распространении информации в США, обслуживая «⅔ всех газет, более 3 тыс. радио- и телестанций в США и свыше 4 тыс. зарубежных изданий».
В 1994 году было создано глобальное агентство по сбору видео новостей APTV. В 1998 году APTV объединилась с WorldWide Television News, чтобы сформировать APTN, которая предоставляет видео международным вещателям и веб-сайтам. В 2004 году AP переместила свою мировую штаб-квартиру из 50 Rockefeller Plaza в огромное здание на 450 West 33rd Street в Манхэттене, где также находятся New York Daily News и студии нью-йоркской общественной телевизионной станции WNET. В 2009 году агентство имела более 240 бюро по всему миру.
Ассошиэйтед Пресс начала диверсифицировать свои возможности сбора новостей, и к 2007 году агентство получало только около 30 % своего дохода от газет США. 37 % доходов пришли от клиентов мирового вещания, 15 % от онлайн-предприятий и 18 % от международных газет и фотографий.

### Обвинения в сотрудничестве с нацистской Германией
С 1935 по 1941 годы, то есть в условиях нахождения нацистов у власти, Ассошиэйтед Пресс оставалось единственным не принадлежавшим Германии и её союзникам западным средством массовой коммуникации, продолжавшим работать в Германии.
Отсюда выводы историков о сотрудничестве агентства с нацистскими властями: подписав «редакторский закон», запрещавший любые публикации, «направленные на ослабление Рейха внутри его границ и за их пределами», агентство, по существу, согласилось стать проводником нацистской политики.
Агентство опровергло сотрудничество, опубликовав заявление, согласно которому «сотрудники АП делали всё возможное, чтобы в этих условиях объективно информировать мир… Работа агентства в 1930-х годах помогла миру осознать нацистскую угрозу».

## Деятельность в России
Информацию Ассошиэйтед Пресс, фотографии репортёров агентства, телевизионные видеоматериалы получают по подписке и используют крупнейшие российские СМИ — газеты «Известия», «Комсомольская правда» и многие другие.
Должность директора московского бюро АП занимает Харриет Моррис.
Телевизионную службу (APTN) возглавляет Татьяна Титова. В 2005 году московское бюро телевизионной службы получило престижную премию «Эмми» за освещение событий в Беслане. В 2003 году в офисе APTN в Москве произошёл пожар, уничтоживший значительную часть архива бюро.
Клиентами телевизионной службы являются:
- Первый канал
- Россия-1
- Россия-24
- РБК
- Дождь

Шеф-фотограф московского бюро АП Александр Земляниченко был дважды удостоен Пулитцеровской премии за свои фоторепортажи из России в 1991 и 1996 годах.

## Критика
Бывший журналист Associated Press Матти Фридман, выступая с речью на ужине BICOM, указал на значительные отклонения Ассошиэйтед Пресс при освещении палестино-израильского конфликта, которые происходили по политическим причинам:

О мирном предложении от премьер-министра Израиля Палестинскому президенту нельзя было сообщать вообще.

Разрушение палестинской собственности заслуживает репортажей. Неонацистские митинги в палестинских университетах или в палестинских городах — нет. Я не раз был свидетелем того, как подавлялись сообщения о таких митингах. О еврейской ненависти к арабам стоит писать. Об арабской ненависти к евреям — нет. Нашей политикой, например, было не упоминать об утверждении в уставе ХАМАСа, что евреи несут ответственность за обе мировые войны, а также русскую и французскую революции <...>
28 марта 2024 года агентство Ассошиэйтед Пресс заняло первое место в международном фотоконкурсе «Фотограф года» в категории «Рассказ года в картинках в исполнении команды». «Командой»-победительницей от агентства стала группа палестинских фотографов, сопровождавших террористов во время прорыва границы Израиля, похищения, массовых убийств и изнасилований израильских граждан при вторжении 7 октября. Номинация была проиллюстрирована фотографией боевиков ХАМАС, затащивших в джип полуобнаженную Шани Лук, находящуюся без сознания или уже убитую. Фотокорреспонденты агентства, включая сделавшего «фотографию-победительницу» Али Махмуда, в тот день сопровождали террористов с самого начала вторжения, однако агентство заявило, что они не знали и не могли знать о намерениях нападавших.

### Увольнение за нарушение стандартов
22 ноября 2022 года издание The Washington Post со ссылкой на источники в редакции AP, сообщило об увольнении журналиста Джеймса Лапорту, который передал ошибочные данные о падении ракеты на территории Польши.
В сообщении Лапорту от 15 ноября 2022 года, опубликованном на сайте Associated Press, говорилось: «По данным высокопоставленного представителя разведки США, российские ракеты пересекли границу Польши, страны-члена НАТО, в результате были убиты два человека».
Как выяснилось в ходе внутреннего расследования, журналист получил эту недостоверную информацию от одного анонимного источника в разведке США и, не подтвердив это вторым независимым источником, убедил редакторов опубликовать материал. Представитель АР Лорен Исто объяснила увольнение Джеймса Лапорту — необходимым шагом для защиты достоверности новостей Associated Press.